# Frías
Frías – gmina w Hiszpanii, w prowincji Burgos, w Kastylii i León, o powierzchni 29,37 km². W 2011 roku gmina liczyła 277 mieszkańców.